# Fenrir Vaalhaar
Fenrir Vaalhaar (Engels: Fenrir Greyback) is een personage uit de Harry Potterboekenreeks van J.K. Rowling. Hij komt voor het eerst voor in het zesde deel.
Fenrir Vaalhaar is een weerwolf. Hij wordt beschouwd als het hoofd van de weerwolvengemeenschap. Remus Lupos, de leraar Verweer tegen de Zwarte Kunsten tijdens Harry's derde schooljaar, is als kind door Vaalhaar gebeten en is daardoor ook een weerwolf.
Vaalhaar heeft in boek 6 ook Bill Wemel gebeten, maar omdat Vaalhaar op dat moment niet volledig tot weerwolf was getransformeerd, is Bill Wemel niet helemaal weerwolf.
In het zesde boek is Vaalhaar aanwezig bij de dood van Albus Perkamentus.
In het zevende boek wordt hij tijdens de Slag om Zweinstein verlamd door Marcel Lubbermans en Ron Wemel.
Vaalhaar heeft zichzelf ten doel gesteld zo veel mogelijk mensen te besmetten met Lycantropie (het wolvenvirus). Hij mag wel werken voor Voldemort, maar Voldemort vertrouwt hem niet voldoende om hem ook nog formeel tot Dooddoener te benoemen en hem van het Duistere Teken op zijn arm te voorzien.

## Historische achtergrond
Deze door Rowling bedachte figuur is losjes op de mythologische Fenrir gebaseerd. De romanfiguur is een weerwolf, de Fenrir uit de Noordse mythologie is dat niet. Fenrir was voor de volkeren in het noorden de "zwarte wolf die de zon wilde opeten", hij was de vijand van het zonlicht en een personificatie van winter en duisternis.